# 小坪慎也
小坪 慎也（こつぼ しんや、1978年11月16日 - ）は、日本の政治家。行橋市議会議員。

## 来歴
- 1978年11月16日 福岡県に生まれる[1][2]。
- 行橋市立蓑島小学校を卒業。
- 行橋市立今元中学校を卒業。
- 1998年 福岡県立豊津高等学校を卒業[3]。
- 2004年
  - 国立九州工業大学工学部機械知能工学科を卒業。
  - 宮城県大崎市から現在の福岡県行橋市へ引っ越す[3]。
- 卒業後はアルプス電気に入社し、宮城県大崎市の車載電装事業部で新車に用いられる電装部品の設計に従事、のち退社[4]。
- 2008年4月 - 行橋市議会議員選挙落選。
- 2012年4月 - 行橋市議会議員に初当選[5]。
- 2016年4月 - 行橋市議会議員に2選[6]。
- 2020年2月 - 自由民主党に入党。
- 2020年4月 - 行橋市議会議員3選（無所属）。

## 活動・主張

### 自治体職員に対するしんぶん赤旗の勧誘問題
2013年12月に、福岡県行橋市役所で、共産党市議らから日本共産党の政党機関紙「しんぶん赤旗」の勧誘、販売、集金があり、少なくとも20年以上前から役所内で、管理職職員が購読を続けていることが小坪の調査により判明した。これについて、「市議の立場を利用した「心理的強制」にあたる可能性もある」と述べており、部課長級職員以上の半数以上が「しんぶん赤旗」を講読し、役所内の職場の机の上に配達されていた。同市は、「職場での購読は地方公務員法で定める「政治的中立性」に疑念を持たせる」と実態調査を行う検討をしている。
2014年5月、「福岡県行橋市の共産党市議らが管理職職員を対象に政党機関紙「しんぶん赤旗」の購読を勧誘し、市役所内において配布・集金している問題」があるとし、「全国47都道府県と1700余りの市町村の地方議会に、同様の行為がないか実態調査を求める陳情書」を発送している。小坪は、「職場での大量購読は地方公務員法が定める（公務員の）政治的中立性に疑念を持たせかねない」としている。
その後、2014年7月18日に、地方自治体において共産党市議が自治体職員に「しんぶん赤旗」を強引に勧誘している事例が問題化しているとし、自由民主党が各都道府県連に「注意喚起と実態把握を求める通達」を出している。通達によると、「福岡県行橋市で共産党市議らが市職員に対し、庁舎内で赤旗の購読勧誘や集金を行ってきた事例」があげられ、「議員の立場を利用して半ば強制的に地方公務員に購読させているなら看過できない事態だ」、「議員の地位を利用したり、庁舎管理規則に反した強引な勧誘が行われたりしている可能性がある」と呼びかけがなされている。

### SEALDsについて
平和安全法制の施行に反対するデモが起こった際、自由と民主主義のための学生緊急行動参加メンバー（以下「SEALDs」）に向けた「SEALDsの皆さんへ」と題した記事を自身のウェブサイト上で公開し、「デモに参加すると結婚や就職に悪影響を及ぼすおそれがある」という趣旨の発言をした。これについて、SEALDs側は、「もし就職活動で『デモに参加したから』という理由で落とされたら、ラッキーです。『そんな基準で選んでいる会社なら入らなくてよかった』と考えます」などと反論している。

## 騒動

### ヘイトスピーチ・デマを容認するかの発言を巡る騒動
2016年4月14日に発生した熊本地震の直後から、TwitterなどのSNSを中心としたネット上で、1923年の関東大震災で起こった朝鮮人虐殺を再現するよう扇動する悪質なヘイトスピーチ・デマが大量に拡散された。
小坪は、これらの騒動を受けて、産経新聞社のオピニオンサイト『iRONNA』において『「朝鮮人が井戸に毒」に大騒ぎするネトウヨとブサヨどもに言いたい！』と題した記事を公開し、記事の中で「『朝鮮人が井戸に毒を入れた』というデマが飛び交うことに対しては仕方がない」「極限状況になれば、『外の人』を疑うことは自然だと考えるし、もっとも身近な『外の人』が朝鮮人というだけ。良いとか悪い以前に、目くじらを立てても仕方がない」「外の人が疑われるのは、長年その地で生きて行くわけではないためで、極限状況下においては暴発リスクが高いと推定されるから。やぶれかぶれになって何をするかわからない」「治安に不安がある場合は、自警団も組むべき。しかし、望まないことではあるが、疑心暗鬼から罪なき者を処断する・リンチしてしまうリスクもあり、災害発生時の極限状況ゆえ、どう転ぶかはわからない」と主張した。
2016年5月11日、福岡市の「公人のヘイトスピーチを許さない会」は、「インターネット上で韓国人への差別的言動があった」などとして、小坪の処分などを要求する陳情書を行橋市議会に提出した。 これを受けて、小坪は、朝日新聞の取材に対して「『仕方がない』というのはデマの容認ではなく、極限状態ではこのようなデマが生じやすくなる構造があるということ。内容は一部編集されており、文責は自分にはない」と話した。一方、掲載元である『iRONNA』の土井達士・産経デジタルメディア本部長は「編集した事実はない」と回答した。
2016年9月8日、行橋市役所に対して「市役所を爆破する。阻止したければヘイト議員（小坪）に市議を辞めさせろ。辞意表明しなければ市役所は火の海になる」との脅迫電話があった。
2016年9月12日、日本共産党に所属する徳永克子市議会議員は、一連の騒動を受けて、脅迫事件は決して許されるものではないとしながらも、小坪に差別的な言動があったとして、小坪に対する緊急動議を出し、行橋市議会は、小坪の一連の言動に対して「品位を汚すことの無いよう、公人としての立場をわきまえ、謝罪及び必要な行動を自ら行うこと」を求める決議を採決した。

## 著書
- 小坪しんや『行橋市議会議員 小坪しんや』青林堂、2016年4月2日。ISBN 978-4792605476。[5]